# Lollipop (Lil Wayne)
Lollipop è un singolo del rapper statunitense Lil Wayne come primo estratto dal sesto album in studio dell'artista Tha Carter III. Questa canzone è stata prodotta in collaborazione con Static, che morirà alcuni giorni prima dell'uscita dell'album.
Il brano risulta essere il più venduto del 2008 con 9.4 milioni di copie, diventando la prima hit del rapper ad aver raggiunto la vetta della Billboard Hot 100 e al giorno d'oggi evince essere il più grande successo di Lil Wayne, essendo certificato disco di diamante in patria.

## Descrizione
Lollipop è considerato un importante precursore della musica trap. Nel brano Lil Wayne fa uso dell'Auto-Tune, divenendo uno degli usi più celebri del software, che ha finito per influenzare significativamente quasi tutta la musica rap della seguente decade.

## Video musicale
Il video musicale è stato girato a Las Vegas e diretto da Gil Green, nel residence Southern Highlands Golf Club.
Il video ha ottenuto la certificazione Vevo.

## Accoglienza

### Critica
Lollipop è stata classificata da MTV al 7º posto nella lista delle migliori canzoni in assoluto del 2008, è stato classificato dalla rivista Rolling Stone al 5º posto nella lista delle 100 migliori canzoni del 2008.

## Successo commerciale
Il brano è entrato nelle classifiche mondiali il 29 marzo del 2008, debuttando alla 85ª posizione, e salendo la settimana immediatamente successiva fino alla nona posizione.
Successivamente ha dominato per 5 settimane non consecutive la prima posizione nella classifica statunitense Billboard Hot 100.
È stato in seguito nominato disco di diamante, con oltre 10 milioni di copie vendute.
Con oltre 9,5 milioni di copie vendute, Lollipop è diventato il singolo digitale più venduto del 2008.

## Riconoscimenti
All'edizione dei Grammy Awards 2009 Lollipop è stata premiata con il Grammy Award alla miglior canzone rap.

## Tracce
CD Single Universal 06025 1773414 (UMG)
1. Lollipop (UK Radio Edit)
2. Lollipop
3. A Milli (Radio Edit)
4. A Milli

## Classifiche
| Classifica (2008)                    | Posizione più alta |
| ------------------------------------ | ------------------ |
| Australia                            | 32                 |
| Canada                               | 10                 |
| Danimarca                            | 33                 |
| Paesi Bassi                          | 31                 |
| Germania                             | 22                 |
| Nuova Zelanda                        | 3                  |
| Svezia                               | 29                 |
| Official Singles Chart               | 26                 |
| U.S. Billboard Hot 100               | 1                  |
| U.S. Billboard Hot R&B/Hip-Hop Songs | 1                  |
| U.S. Billboard Hot Rap Tracks        | 1                  |
| U.S. Billboard Pop 100               | 2                  |

## Cover dei Framing Hanley
La band statunitense Framing Hanley ha realizzato, nel 2009, una cover del brano, pubblicandola poi come primo singolo estratto dal loro album di debutto The Moment. Il singolo è stato certificato disco d'oro negli Stati Uniti per le oltre 500 000 copie vendute.

## Altri utilizzi
Della canzone è stato successivamente fatto un remix con la voce di Static Major e un verso del grande Kanye West. Addirittura esiste una versione estesa di codesto remix in cui Wayne parla sul bridge originale e canta un ritornello modificato assieme a Kanye, con in sottofondo un riff di chitarra. Sono stati poi realizzati molti altri remix, che includono Nicki Minaj, Wiz Khalifa, Jeezy, Gorilla Zoe, e Ace Hood. Un altro remix è stato realizzato per commemorare i Boston Celtics, campioni NBA del campionato del 2008.
JJ ha poi usato elementi originali di Lollipop nella sua canzone Ecstasy. Anche Drake, un tempo amico di Wayne, ha eseguito un campionamento di questa canzone per il suo successo In My Feelings, dal suo quinto album Scorpion.